# Spinrock
Denna artikel handlar om åkattraktionen Spinrock. För textilredskapet, se Spinnrock.
Spinrock (även utskrivet SpinRock) var en åkattraktion i nöjesparken Liseberg i Göteborg. Attraktionen byggdes 2002 på den östra sidan om Mölndalsån, i samma område som Kållerado, Balder och Kanonen. 
I september 2016 meddelade Liseberg att sista chansen att åka Spinrock var 18 september 2016. Därefter monterades den ner för att ge plats åt åkattraktionen Loke. Den är numera skrotad.

## Beskrivning
Attraktionen består av en lång, pendlande arm med 24 säten i ena änden. Sätena är fördelade på sex "soffor" placerade i en cirkel med sätena vända inåt cirkelns mitt. Samtidigt som armen pendlar roterar cirkeln med sofforna med cirka 12 varv per minut. Under åkturen åker pendeln högre och högre upp och lutar som mest 115 grader åt varje håll.

## Bilder
- Wikimedia Commons har media som rör Spinrock.

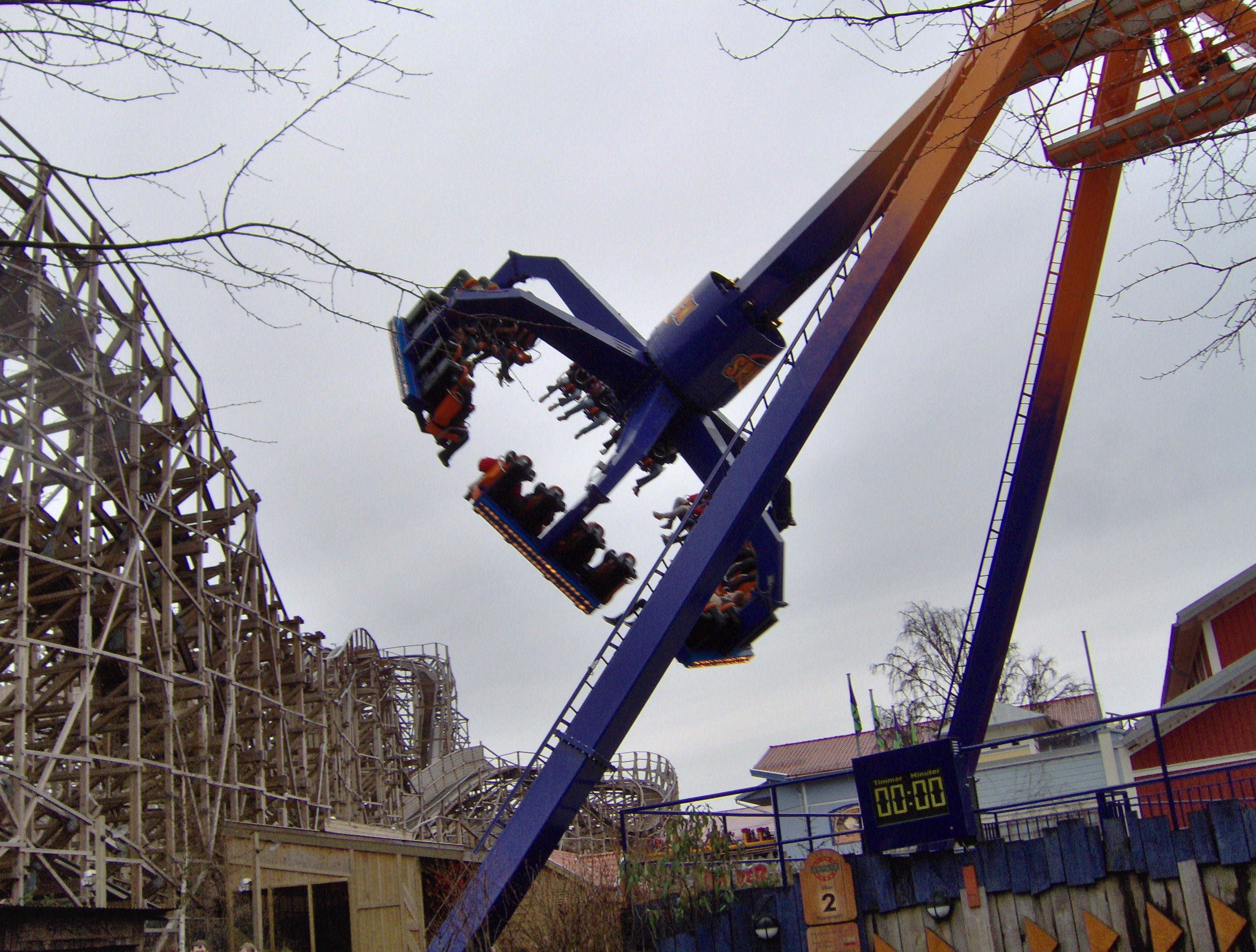
april 2006
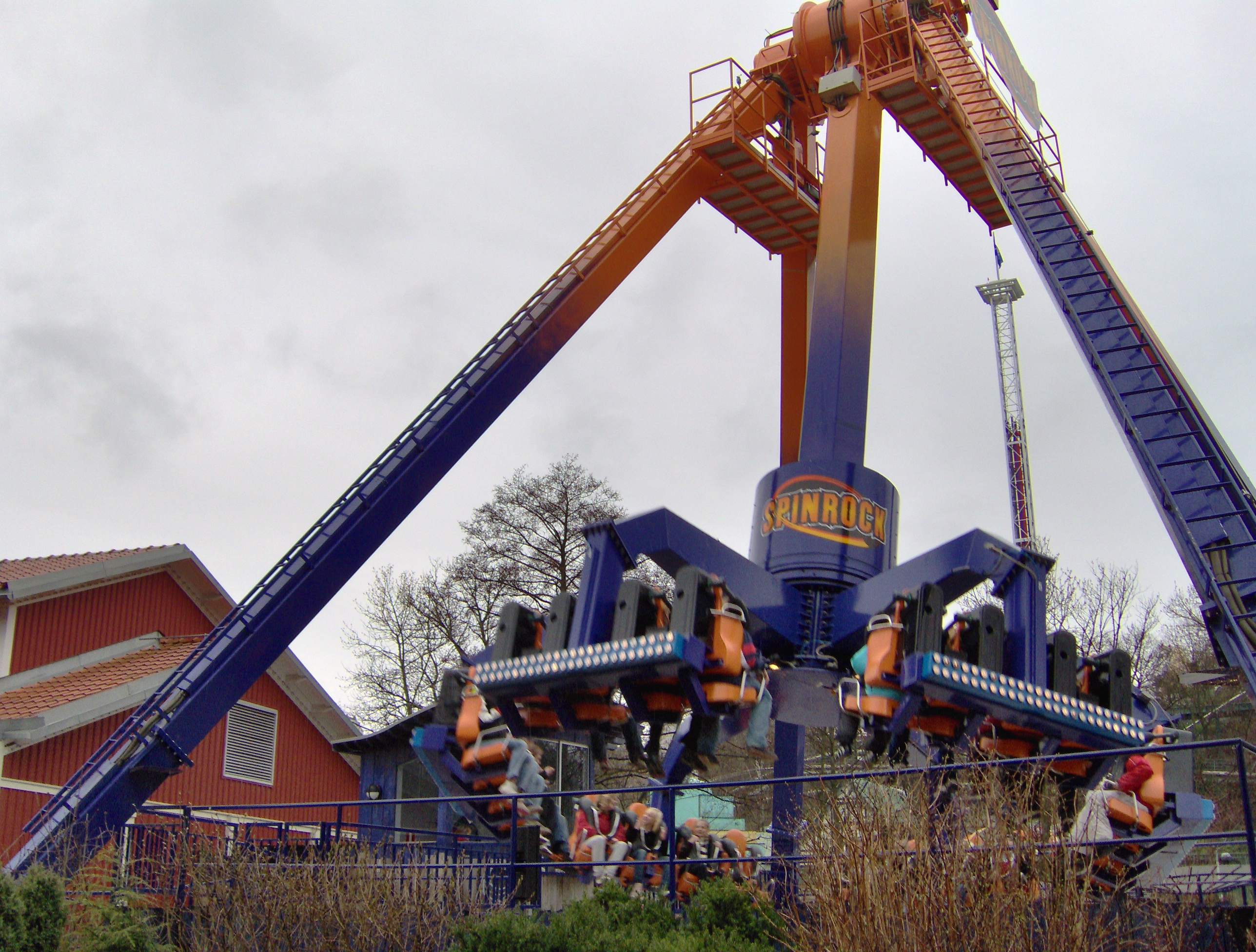
april 2006
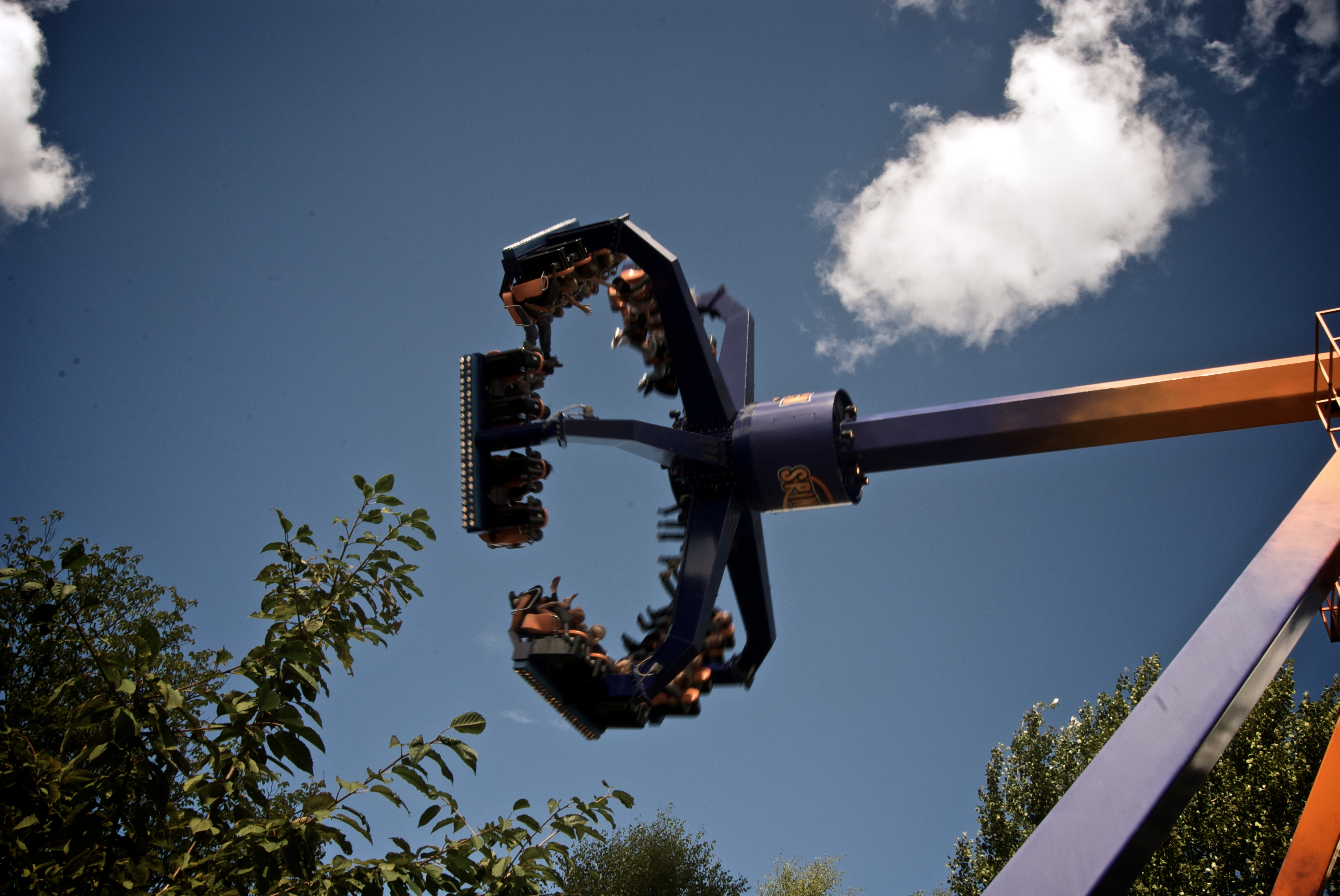
augusti 2008
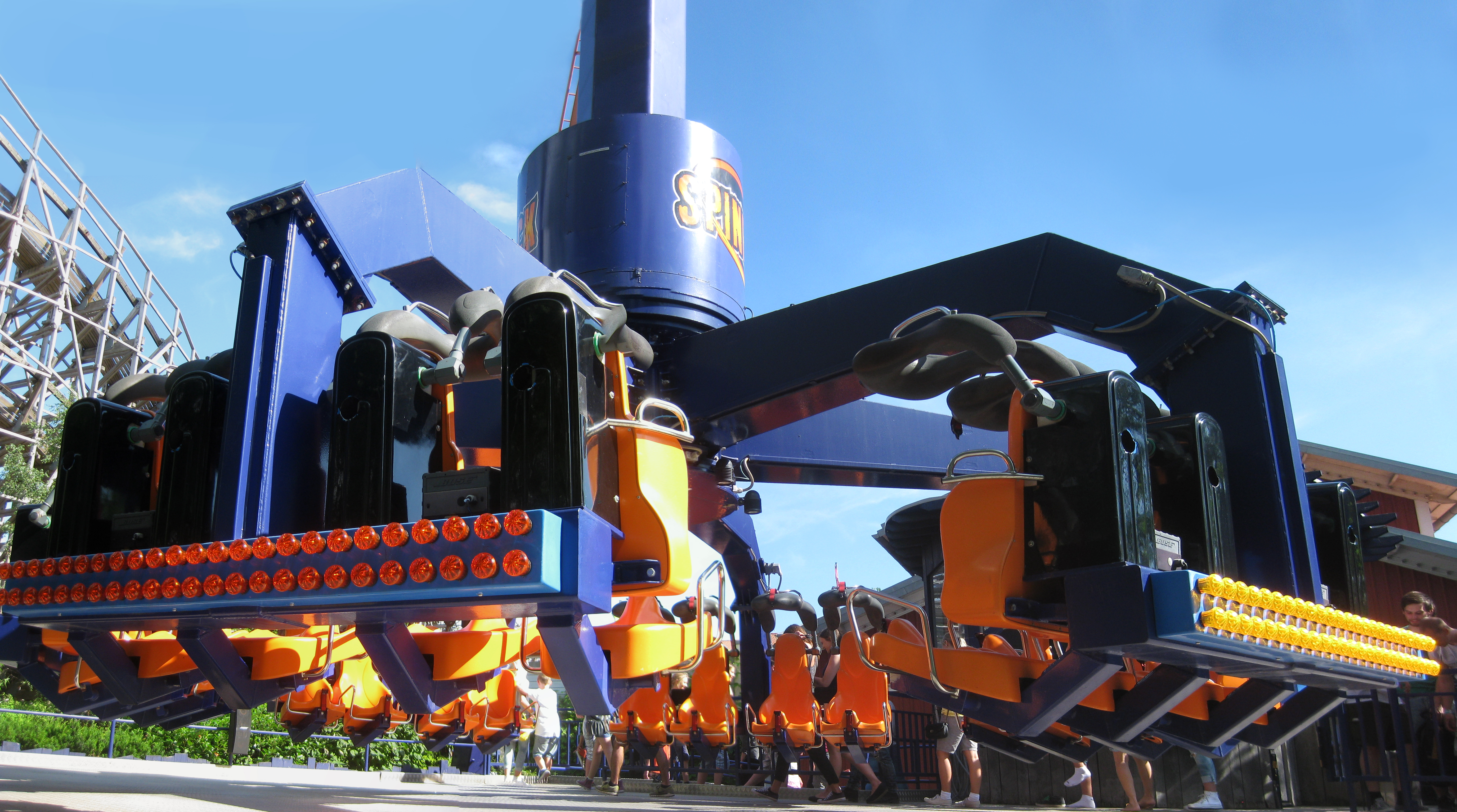
juli 2012
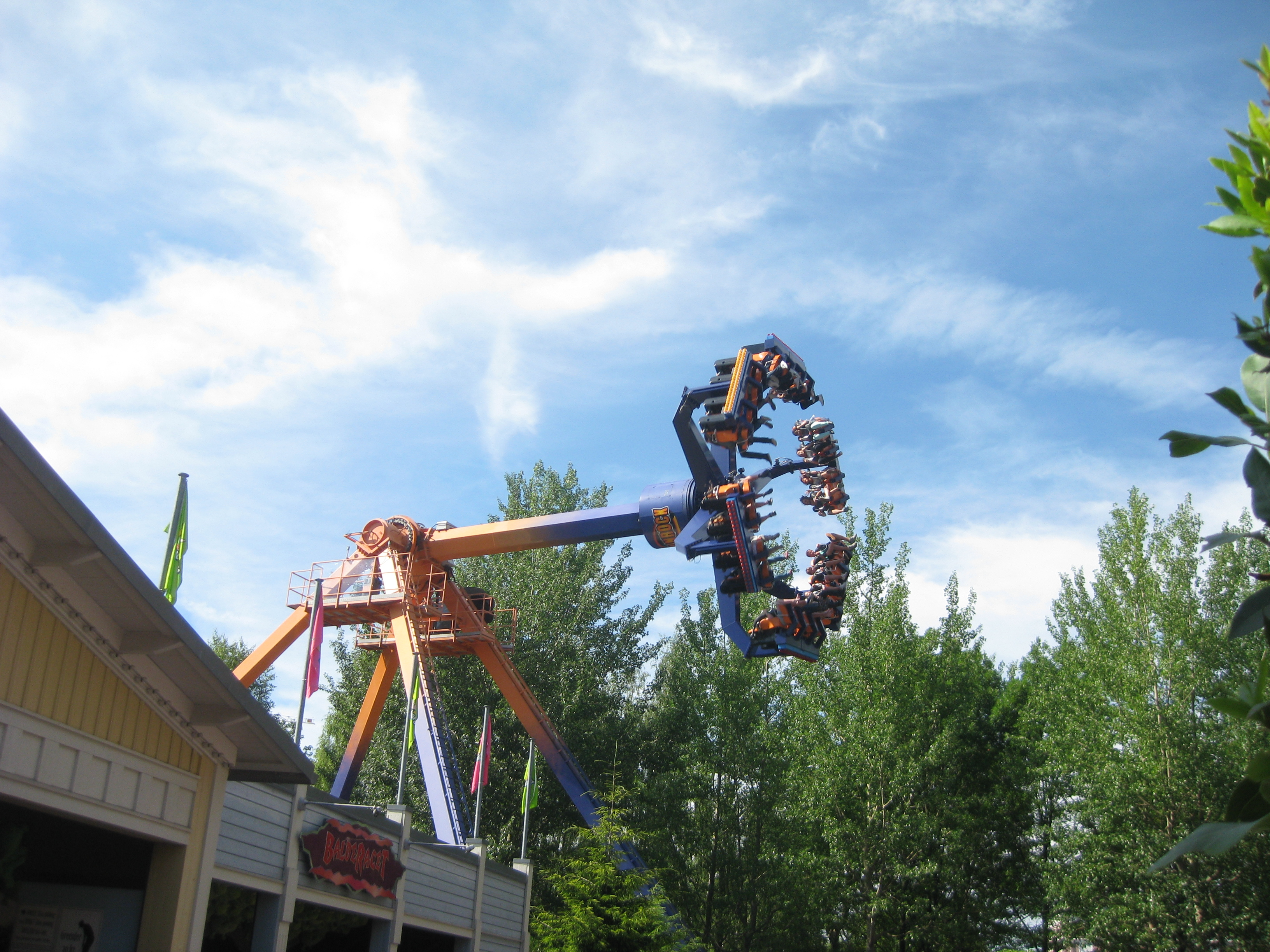
juli 2012